# Xã Shaler, Quận Allegheny, Pennsylvania
Xã Shaler (tiếng Anh: Shaler Township) là một xã thuộc quận Allegheny, tiểu bang Pennsylvania, Hoa Kỳ. Năm 2010, dân số của xã này là 28.757 người.